# Papà del Gnoco
Il Papà del Gnoco è la principale maschera del carnevale di Verona.
Il nome deriva da papus, mangiare.
Viene rappresentato come un uomo anziano, rubicondo e con una lunga barba bianca, vestito di broccato nocciola e mantello, con una tuba rossa a cui sono attaccati dei sonagli, cappello e scarpe di pelle bianca. Poiché è considerato il re del Bacanal del Gnoco, ha come scettro una grande forchetta dorata, in cui è infilzato uno gnocco di patata. Si muove a cavallo di una mula (gli gnocchi vengono tradizionalmente mangiati conditi con la pastissada de caval, o stracotto di cavallo). Durante la sfilata, assieme ai suoi servitori (i gobeti o "macaroni") dispensa caramelle per i bambini e porzioni  di gnocchi per gli adulti.
Nato nell'antico quartiere di San Zeno, nella zona dove si trova la famosa basilica, veniva tradizionalmente eletto fra i suoi abitanti. Da alcuni anni, invece, qualunque cittadino veronese può candidarsi alla carica. Durante la domenica di elezione chiunque può partecipare alla votazione, ottenendo come ricompensa un piatto di gnocchi al pomodoro.

## Origini storiche

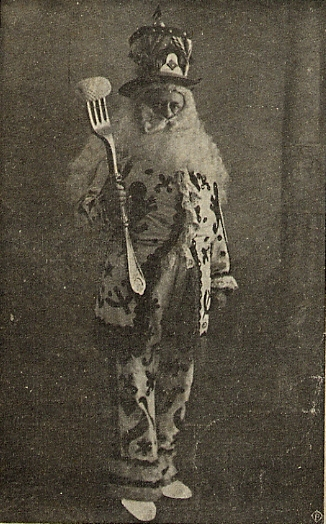
Papà del Gnoco in una foto d'epoca.

Fra il 1520 e il 1531, a causa di un'inondazione del fiume Adige e delle scorrerie dei lanzichenecchi, Verona soffrì una terribile carestia. Il 18 giugno 1531 la popolazione, affamata e disperata, andò ad assaltare i fornai di San  Zeno per far provviste di grano e di pane. La situazione fu salvata da parte del podestà e di alcuni cittadini che provvidero a loro spese di rifornire i cittadini più poveri della contrada di viveri.
La tradizione popolare vede in Tommaso Da Vico il fondatore del Baccanale del Gnocco, avendo distribuito a sue spese tra la popolazione viveri di prima necessità, come pane, vino e formaggio e soprattutto gnocchi, non di patate ma di farina e acqua (gnocchi di malga, tipici della zona montana della  Lessinia); venivano serviti sulla pietra del gnocco, ancora ben visibile davanti al sagrato della Basilica di San Zeno, nell'ultimo venerdì di Carnevale; la tradizione vuole inoltre che Tommaso Da Vico avesse indicato nel suo testamento che i suoi averi fossero utilizzati affinché si continuasse anche dopo la sua morte la distribuzione di viveri alla popolazione. per rievocare questo personaggio nacque quella che viene considerata la più antica maschera d'Italia e d'Europa di cui si abbiano dei documenti certi.
Secondo Gianbattista Da Persico la festa del Venardi Casolare (più tardi chiamata Festa del Venardì Gnocolàr) risalirebbe invece al 1405, quando un carro allegorico, detto "Carro dell'Abbondanza" era allestito dalla popolazione come omaggio alla Repubblica di Venezia. Il termine "Casolare" deriverebbe dal latino caseum, formaggio, in riferimento all'antica ricetta degli gnocchi, a base di farina e acqua e conditi con burro e formaggio.

## Abbigliamento
L'abbigliamento del Papà del Gnoco, complesso e pieno di particolari, con trine e merletti, necessita di più di mezz'ora per essere indossato, oltre all'aiuto di una persona chiamata "cerimoniere".
Fanno parte del costume:
- un cappellone dalla forma di gazebo, decorato con orlo dorato, pizzi e perline;[3] rappresenta il palco che una volta era allestito in piazza San Zeno durante la festa, dove si svolgeva la distribuzione di gnocchi ai presenti;[3]
- uno scettro a forma di forchetta, chiamato in dialetto piron col Gnoco,[3] che porta infilzato in cima un grosso gnocco finto;[3]
- un panciotto colorato di rosso e avorio, con bottoni dorati e un foulard all'altezza del collo;[3]
- giacca e calzoni ornati con pizzi e campanelli (12 campanelli su ciascuna gamba e altri 12 sul fondo della giacca);[3]
- mantello rosso di pannolenci con fodera di raso bianco, tagliato all'altezza dalla schiena, dove sporge un'imbottitura dell'abito a forma di gnocco;[3]
- scarpe in pelle di colore bianco, con due pon-pon di lana rossi;[3]
- barba finta di lana di bufala;[3]
- parrucca.[3]

Molti di questi abiti, che spesso superano la taglia 54, sono cuciti su misura. Otto abiti di Papà del Gnoco sono custoditi nella sede del Bacanal a Porta San Zeno. Un abito risalente al fine Ottocento è inoltre custodito in cassaforte dal presidente del Bacanal.
Come si evince dagli affreschi settecenteschi del pittore veronese Marco Marcola, anticamente l'abito era diverso dall'attuale, con una tuta intera di colore avorio con otto grossi bottoni, un cappello a forma un cono, la barba a punta e un grosso naso finto.

## Similitudini
Per simpatia col carnevale veronese, gli abitanti di Castel Goffredo (Mantova) festeggiano il loro carnevale con il Re Gnocco (maschera creata nel 1872).